# Меньшикова, Вера Сергеевна
Вера Сергеевна Меньшикова — советский хозяйственный деятель, Герой Социалистического Труда.

## Биография
Родилась в 1931 году в селе Тавричанка. Член КПСС
В 1952—1991 — свинарка маточника, телятница, бригадир группы откорма свиноводческого комплекса совхоза «Амурский» Белогорского района Амурской области.
Указом Президиума Верховного Совета СССР от 22 марта 1966 года присвоено звание Героя Социалистического Труда с вручением ордена Ленина и золотой медали «Серп и Молот».
Делегат XXV съезда КПСС.
Умерла в 2003 году в селе Амурском Белогорского района.

## Награды и звания
- Герой Социалистического Труда (22.03.1966)
- Орден Ленина (22.03.1966)
- Орден Знак Почёта (10.03.1976)